# قشتال
قشتال أو شَتِلْرُو أو شاتيليرو (بالفرنسية: Châtellerault)‏، (نطق:ʃa.tɛl.ʁo)، هي بلدية فرنسية تقع في إقليم فيين، في منطقة أقطانية الجديدة، في فرنسا. وهي تقع في الشمال الشرقي من مقاطعة بواتو السابقة، ويسمى السكان شاتيليراودياس..

## توأمة
لقشتالة اتفاقيات توأمة مع كل من:
- فلبرت
- كايا (بوركينا فاسو)
- Corby [الإنجليزية]‏
- Kent County, New Brunswick [الإنجليزية]‏
- كاستيون دي لا بلانا
- Piła [الإنجليزية]‏

## أعلام
- سيلفان تشافانيل
- سيباستيان تشافانيل
- كلود كوليت
- بن زرقة عمار
- بيير جورجيت